# Dům Anny Kreslové (Plzeň)
Dům Anny Kreslové neboli dům č. p.96 se nachází na plzeňském náměstí Republiky. V barokním domě pobývala vdova po inženýru Anna Kreslová. Anna dala jednu sedminu domu Ústřední matici školské v Praze. Dům Je chráněn jako kulturní památka České republiky.

## Části domu Anny Kreslové

### Portál
- vymazaný erb ( po erbu zůstal jen obrys )
- iniciály J S L s číslem 4

### Domovní štít
- zlaté božské oko
- okno s kamenným portálem
- na vrcholku domu je zlatý dvojitý kříž

### Průčelí
- uprostřed průčelí je pamětní deska Anny Kreslové
- dvě dvojokna

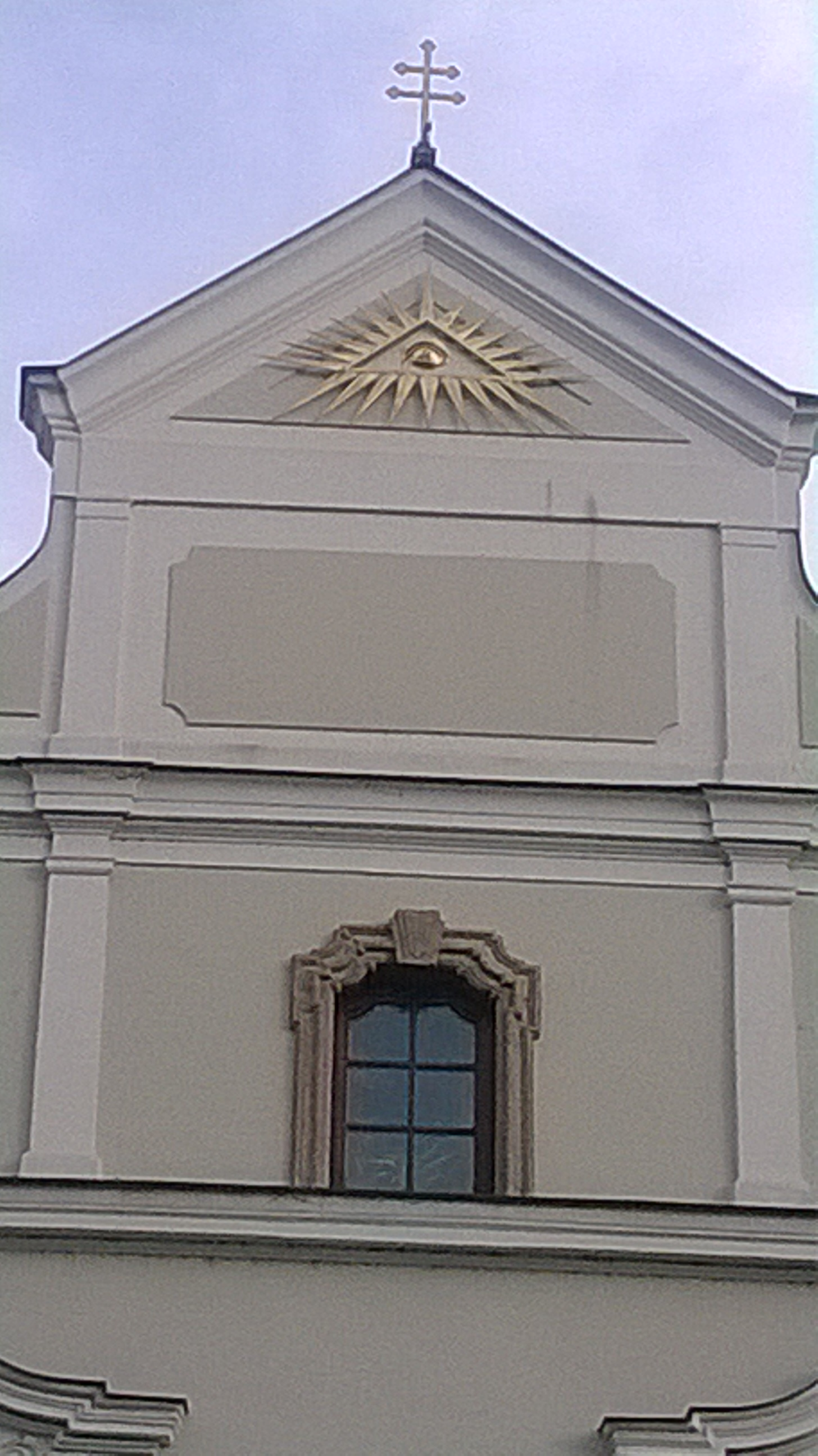
Božské oko na domě Anny Kreslové
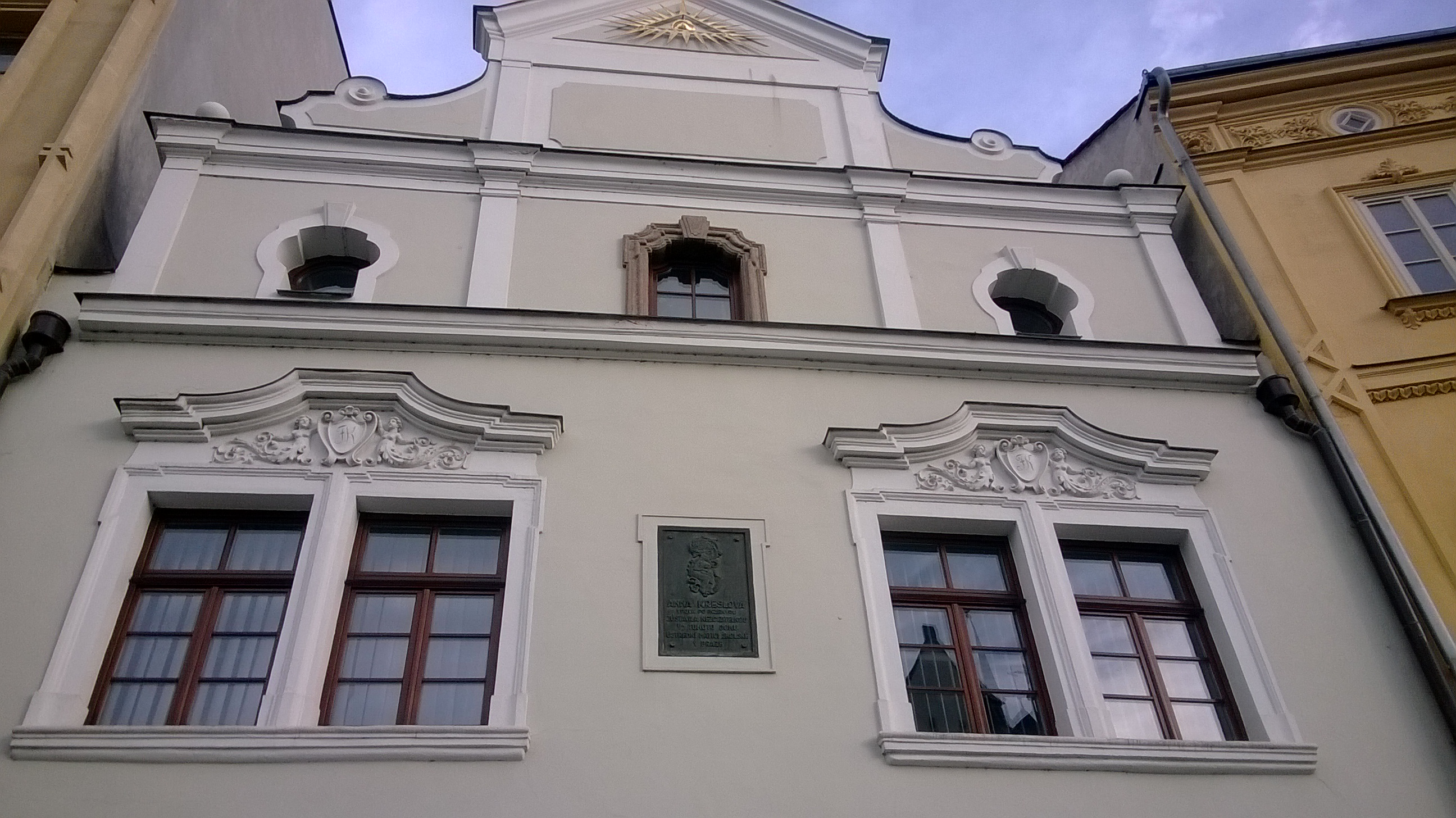
Průčelí domu Anny Kreslové